# Central nuclear de Olkiluoto
La Central nuclear de Olkiluoto (en finés:  Olkiluodon ydinvoimalaitos) está en la isla de Olkiluoto, a la orilla del golfo de Botnia, en el municipio de Eurajoki en el oeste de Finlandia. Es una de las dos centrales nucleares de Finlandia, siendo la otra la de dos unidades VVER llamada central nuclear de Loviisa. La planta es propiedad y está operada por Teollisuuden Voima (TVO), una subsidiaria de Pohjolan Voima. La planta de Olkiluoto consta de dos reactores de agua en ebullición (BWR) con 860 MWe cada uno. La Unidad 3, el primer EPR (Reactor de agua presurizada europeo) está en construcción, pero diversos problemas con la mano de obra y la supervisión han creado retrasos costosos que han sido el objeto de una investigación por parte del regulador nuclear de Finlandia. Finalmente, el 16 de diciembre de 2021 se anunciaba el visto bueno del regulador finlandés (STUK) para la primera puesta en marcha del reactor en diciembre de 2021. El 12 de marzo de 2022 a las 12:01 horas la tercera unidad de la central nuclear de Olkiluoto inició la producción eléctrica, y el domingo 16 de abril de 2023 empezó a producir electricidad de forma regular.